# Chanidae
Famille
Les Chanidae sont une famille de poissons osseux dont la seule espèce vivante est le poisson-lait ou chano (Chanos chanos), également seule espèce de son genre Chanos.
Sept espèces éteintes classées dans cinq genres différents ont été recensées par ailleurs dans cette famille.

## Liste des sous-taxons
- genre Chanos Lacepède, 1803
  - espèce Chanos chanos